# بيير مونتيه

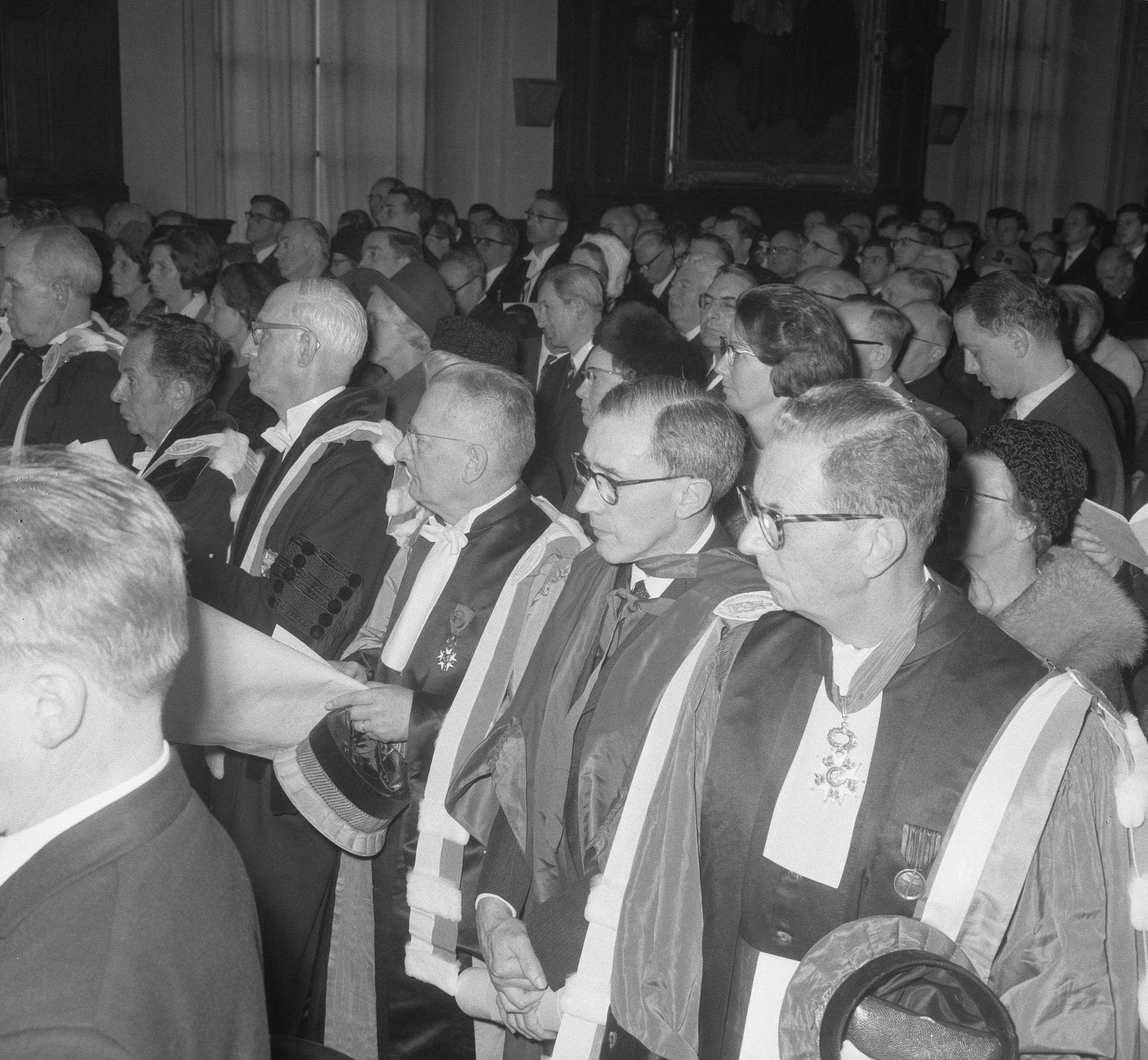
مونتيه (لوفان، 1966)

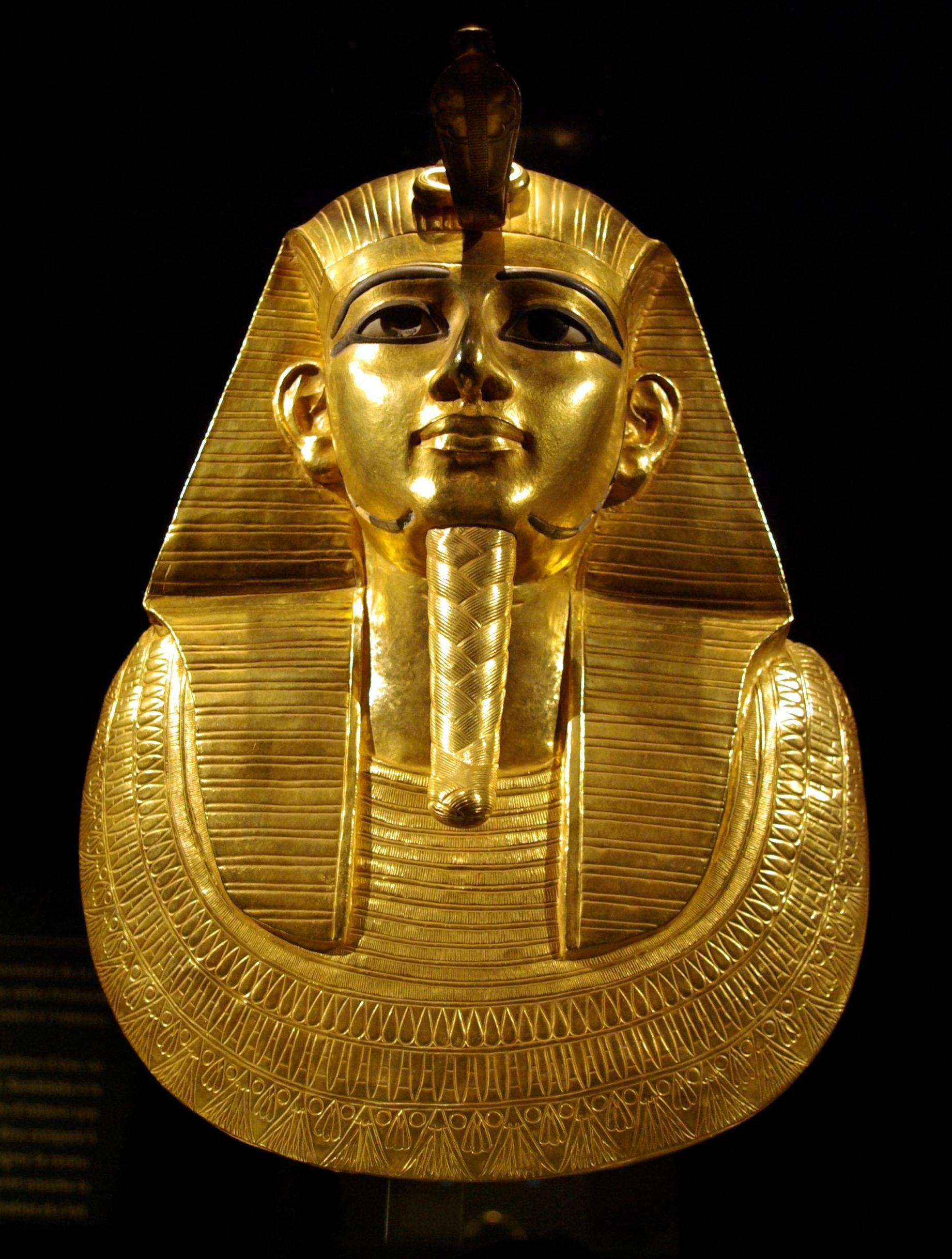
قناع بسوسنس الأول اكتشفه بيير مونتيه في تانيس عام 1940

جان بيير ماري مونتيه (27 يونيو 1885 – 19 يونيو 1966) كان عالم مصريات فرنسي.

## حياته
ولد في فيلفرانش سور ساون، قرب الرون، درس على يد فيكتور لوريت في جامعة ليون.
نقب في جبيل بلبنان بين عامي 1921 و 1924، وكشف عن قبور ملكية من المملكة الوسطى. بين عامي 1929 و 1939، نقب في تانيس، بمصر، واكتشف المقبرة الملكية للأسرتين الحادية والعشرين والثانية والعشرين وهو كشف يكاد يعادل كشف مقبرة توت عنخ آمون في وادي الملوك.

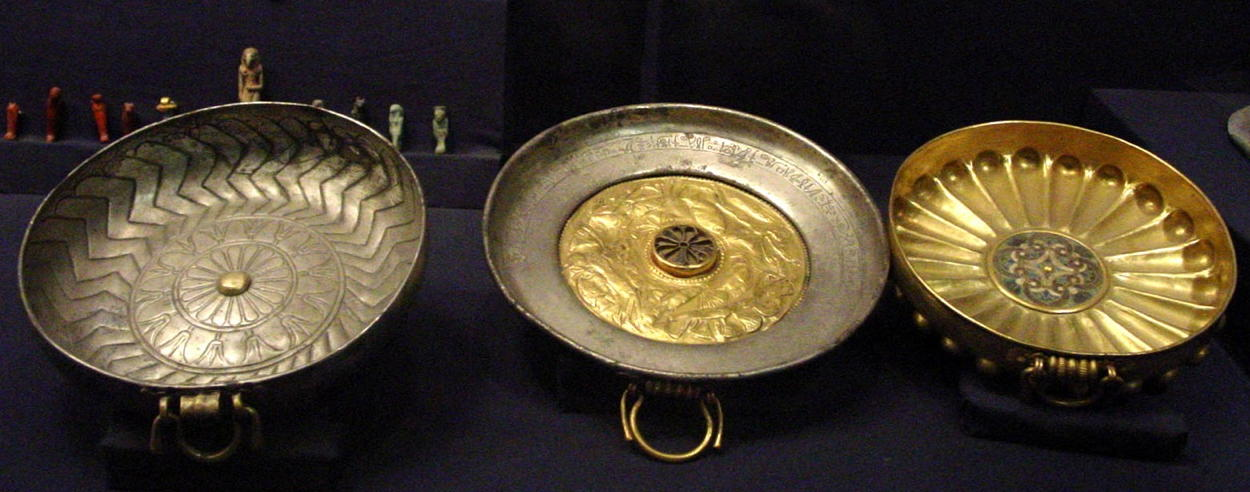
اكتشف بيير مونتيه عام 1946 أكواب ونجباو إنجدت بقبره بتانيس

في موسم التنقيب في مصر 1939-1940، اكتشف مقابر سليمة تمامًا لثلاثة فراعنة مصريين في تانيس: بسوسينس الأول وأمينموبي وشوشينق الثاني جنبًا إلى جنب مع مقبرة تاكيلوت الأول المنهوبة جزئيًا. احتوى القبر الأخير على سوار ذهبي لأوسركون الأول والد تاكيلوت الأول، بالإضافة لجعران القلب. كما كشف قبر أوسوركون الثاني المنهوب تماما بالإضافة لقبر نهب جزئياً للأمير هورنخت [الإنجليزية] ابن أورسوركون الثاني. توقفت جميع أعمال التنقيب في تانيس مع بداية الحرب العالمية الثانية في مايو 1940 . وبعد انتهاء الحرب استأنف مونتيه أنشطته في تانيس وبدأ عام 1946 في الكشف عن قبر القائد العام للجيش وينديباوينجد الذي خدم تحت قيادة بسوسنس الأول.
على الصعيد الأكاديمي، كان أستاذا لعلم المصريات في جامعة ستراسبورغ من عام 1919 إلى عام 1948 ثم في كوليج دو فرانس، بباريس بين عامي 1948 و 1956.
توفي في باريس يوم 19 يونيو 1966.

## ارثه العلمي
اعتقد مونتيه أن حفرياته في تانيس كشفت عن بر-رمسيس. ولكن بعد وفاته، اكتشف عالم المصريات النمساوي مانفريد بيتاك أنه على الرغم من أن مونتيه كشف أعمال حجرية تعود لمدينة بر-رمسيس في تانيس، إلا أن الموقع الحقيقي للمدينة القديمة كان على بعد حوالي 30 كم جنوبي تانيس. ومع ذلك، يمكن أن يُنسب لمونتيه اكتشافه مدينة بر-رمسيس «المنقولة».

## مؤلفاته
- Byblos et l'Egypte, quatre campagnes de fouilles à Byblos (1928)
- La Necropole Royale de Tanis (1958)
- Everyday Life in the Days of Ramesses the Great (1958)
- Eternal Egypt (1964)
- Tanis, douze années de fouilles dans une capitale oubliée du delta Égyptien, Payot, Paris, (1942)
  - [English: Tanis, twelve years of excavations in a forgotten capital of the Egyptian delta, Payot, Paris, (1942)]